# Мокра Нива
Мокра Нива (рос. Мокрая Нива) — присілок Велізького району Смоленської області Росії. Входить до складу Крутовського сільського поселення.
Населення — 2 особи (2007 рік).